# Nacetova hiša, Puštal
Nacetova hiša je spomenik slovenske kulturne dediščine državnega pomena. Nahaja se v vasi Puštal v občini Škofja Loka.
Domačija obsega več objektov in sicer hišo, kaščo, senik in toplar: 
- Hiša je delno zidana in je podolžnega tlorisa. Ima zasnovo iz 16. stoletja, na tramu v hiši pa je vrezana letnica 1755, ki označuje leto predelave. Nekateri arhitekturni elementi nakazujejo na furlanski vpliv gradnje. Danes hiša ni namenjena več bivanju temveč je preurejena v muzej.
- Nekdanja kašča je nad hišo in je prislonjena v breg. Je v celoti zidana stavba in izhaja iz 18. ali 19. stoletja.
- Senik je lesen in stoji zraven hiše. Je iz srede 18. stoletja.
- Lesen kozolec toplar stoji nekoliko vstran in je bil zgrajen okrog leta 1940.